# Акума
Акума (яп. アクマ Акума — «Дьявол», «Демон»; в Японии: Гоки яп. 豪鬼 Гоки — «Великий демон») — персонаж серии игр Street Fighter от Capcom. Акума впервые появился в Super Street Fighter II Turbo как секретный персонаж и скрытый босс. В сюжетной линии серии Street Fighter он является младшим братом Гокэна — учителя Рю и Кена. В некоторых играх он также представлен под именем Син Акума (в Японии: Син Гоки — с яп. «Истинный великий демон») — улучшенной версией Акумы. Акума был хорошо принят как поклонниками, так и критиками.

## Появление

### В Street Fighter
Акума дебютировал в Super Street Fighter II Turbo — пятом аркадном обновлении Street Fighter II, где он появляется как скрытый и безымянный персонаж. Акума появляется перед финальным поединком с М. Байсоном и уничтожает его перед тем, как бросить вызов игроку. В японской аркадной версии игры Акума предстанет перед игроком перед поединком, объявив себя «мастером кулака». У него также есть две концовки в игре: одна с победой над М. Байсоном и вторая против самого себя. В то время как эти концовки были исключены из международного релиза аркадной игры, они были отредактированы и включены в английскую локализацию Super Turbo Revival для Game Boy Advance. Син Акума, однако, является открываемым игровым персонажем в версии Game Boy Advance, Super Street Fighter II Turbo Revival, а также японской версии Dreamcast для игры Super Street Fighter II X for Matchmaking Service. В последней версии также может быть выбрана другая версия Акумы, называемая Тиэн Гоки.
Акума появляется в Street Fighter Alpha: Warriors' Dreams, где он получил своё текущее имя и снова был представлен как скрытый противник и открываемый персонаж. Его предыстория остаётся такой же, как в Super Street Fighter II Turbo. Акума был добавлен в список персонажей в Street Fighter Alpha 2 и Street Fighter Alpha 3 со своей улучшенной версией — Син Акумой, появляющимся как скрытый противник. Начинаются формироваться отношения персонажа с другими персонажами Street Fighter; создаётся соперничество с Гаем, Адоном, Гэном и Рю. Син Акума является финальным боссом Злого Рю в консольных версиях Street Fighter Alpha 3.
Акума и Син Акума представлены в Street Fighter EX как скрытые персонажи и боссы, где он является одним из немногих персонажей, способных выходить за пределы 2D-арены с помощью телепорта. Акума также появляется в аркадной и консольной адаптации Street Fighter: The Movie, но не появляется в фильме.
Акума появляется в обновлениях Street Fighter III, начиная с Street Fighter III 2nd Impact: Giant Attack. Является и секретным противником, который служит альтернативным финальным боссом и открываемым персонажем, а версия ИИ — это Син Акума, представленный в Street Fighter Alpha 2. Появляется в Street Fighter III 3rd Strike: Fight for the Future. Возвращается в Street Fighter IV как скрытый босс в одиночном режиме, а также открываемый секретный персонаж в аркадных и консольных версиях. Син Акума также возвращается в качестве скрытого босса в Super Street Fighter IV.
В Super Street Fighter IV: Arcade Edition появился под именем Они (яп. 鬼 Они — «Демон»). В отличие от Син Акумы, Они — это существо, которое поглощает Акуму после овладения Сацуи-но-Хадо. Акума возвращается в Street Fighter V в качестве загружаемого персонажа.

### В других видеоиграх
Акума появился в том или ином виде во многих играх Capcom за пределами франшизы Street Fighter. Первое появление было в файтинге X-Men: Children of the Atom, где Акума (в его образе из Super Street Fighter II Turbo) появляется как безымянный скрытый персонаж. Он появлялся в более поздних файтингах, посвящённых Marvel (например, Marvel vs. Capcom). В X-Men vs. Street Fighter он является обычным персонажем, но в списке персонажей он скрыт. В Marvel Super Heroes vs. Street Fighter Акума является доступным для выбора, в том числе под именем Кибер Акума — механизированной версии Акумы, усовершенствованной Апокалипсисом. Акума отсутствует в Marvel vs. Capcom: Clash of Super Heroes; вместо него у Рю есть гиперкомбо (англ. Hyper Combo), которое меняет его боевой стиль, добавляя приёмы Акумы. Он появляется в качестве играбельного персонажа в сиквелах: Marvel vs. Capcom 2: New Age of Heroes, Marvel vs. Capcom 3: Fate of Two Worlds и Ultimate Marvel vs. Capcom 3. Он также является открываемым персонажем в Super Gem Fighter Mini Mix. Он также появляется в Namco × Capcom. Появляется как играбельный персонаж в кроссоверах Street Fighter X Tekken и как скрытый босс в Street Street Fighter X Mega Man.
В серии SNK vs Capcom Акума появляется в Capcom vs SNK и SVC Chaos как в качестве традиционного образа, так и в качестве Син Акумы. В Capcom vs SNK 2 появляется другая форма Син Акумы. Эта форма Акумы достигает нового уровня власти, когда умирающий Ругал Бернштейн передаёт ему свою силу Ороти.
Акума также появляется как финальный босс в Super Puzzle Fighter II Turbo, также появляется в Pocket Fighter и японской консольной версии Cyberbots: Full Metal Madness под именем Зеро Гоки. Также, различные версии Акумы появились в серии SNK vs Capcom: Card Fighters Clash.
Акума появляется как гостевой персонаж в Tekken 7: Fated Retribution. В истории игры он стремится вернуть долг Кадзуми Мисима, которая просит его убить её мужа Хэйхати и сына Кадзую после своей смерти. Как и в Street Fighter, Акума заменяет Кадзуми в качестве секретного аркадного финального босса при определённых условиях.

### В других медиа
Акума появился в эпизоде анимационного фильма Street Fighter II: The Animated Movie и в анимационном сериале Street Fighter II V. Актёр Джоуи Анса сыграл Акуму в короткометражном фильме «Уличный боец: Наследие». Акума также появляется в сериале «Уличный боец: Кулак убийцы». В этом же сериале Гаку Спэйс сыграл роль молодого Гоки.
Первое появление Акумы в анимации было в анимационном сериале «Street Fighter» 1995 года. Акума также фигурирует в японской OVA Street Fighter Alpha: The Animation. Также является центральным персонажем в OVA Street Fighter Alpha: Generations, где исследуются его прошлое, которое связано с Рю. Он появляется в начале фильма Street Fighter 4: The Ties That Bind, где он мучает Рю в его голове.
В комиксе «Street Fighter» от UDON Entertainment рассказывается о том, как Акума стал демоном и убил мастера Готэцу силой Сацуи-но-Хадо; он борется против своего брата Гокэна десять лет спустя.

## Внешний вид и игровой процесс
У Акумы тёмно-рыжие волосы, тёмная кожа, светящиеся красные глаза с чёрной склерой, носит на шее чётки, одет в тёмно-серый каратэги и пояс вокруг его талии вместо оби. Кандзи «тэн» (天) — означает «Небеса» — можно увидеть на его спине, когда оно появляется во время определённых анимаций победы. Внешний вид Син Акумы похож на Акуму; например, в серии Street Fighter Alpha у Син Акумы был фиолетовый каратэги. Введение Акумы в Super Street Fighter II Turbo проистекало из желания команды разработчиков ввести «таинственного и действительно мощного» персонажа с его статусом скрытого персонажа в игре. В Capcom Europe считали Акуму самым сильным персонажем Street Fighter.
Игровой процесс Акумы включает в себя ключевые элементы боевого стиля Рю и Кена, только заметно более мощные. Акума также был одним из персонажей с самым низким уровнем здоровья и с самой низкой эффективностью счётчика оглушения в большинстве игр, в которых он появился. По мере расширения франшизы три персонажа — Акума, Син Акума и Они — были несколько дифференцированы, сохраняя при этом свои общий боевой стиль. В играх, где Акума появился как босс, у него было много обновлений, от дополнительного счётчика до возможности использовать EX-приёмы без счётчика. В Complex описали Акуму как персонажа, который «постоянно должен быть злодеем, потому что он отхватывает туеву кучу урона, когда он им не является».
Игроки файтинг-сообщества Street Fighter V, просчитав слабые стороны в игровых свойствах Акумы, сумели победить его всего двумя комбо.

## Отзывы
Акума получил много критических отзывов от различных игровых СМИ. Японский журнал Gamest назвал его одним из «Лучших 50 персонажей 1996 года» в японских играх, расположив на 37 место. В 2009 году Game Informer включил Акуму в список «Десяти лучших персонажей файтингов». В IGN заявили в 2009 году: «Хотя М. Байсона можно считать пресловутым злодеем Street Fighter, Акума явно любимый фанатами „плохой парень“». В Complex назвали Акуму «самым главным персонажем файтингов» в 2012 году: «Любой, кто может легко уложить М. Байсона, получает место номер один во всём». В GamesRadar в 2013 году заявили: «Он отличается от других злодеев тем, что его мотивы не являются по своей сути злыми, но… он не испытывает никаких угрызений совести в связи со смертью своего учителя или брата в бою». В Topless Robot посчитали его самым «дьявольским» боссом в файтингах: «Опыт от видеоигр эпохи до Интернета создаёт поразительные впечатления от того, как Акума буквально просто подкрадывается и в один миг убивает М. Байсона, затем бросает вызов вам, игроку, чтобы сойтись в реальном бою». В Prima Games прокомментировали: «Трудно представить любую новую игру Street Fighter без этого человека, поскольку он создаёт ощущение зла, которое не может создать даже М. Байсон». В WatchMojo назвали Акуму «Лучшим секретным боссом в видеоиграх» в 2016 году: «С момента своего появления Акума перешёл из секретного персонажа в символы франшизы Street Fighter».
В GameDaily поставили Акуму на 11 место в 2008 году в списке «Лучших 25 персонажей Capcom всех времён», поскольку он «обладает одними из самых сокрушительных атак, когда-либо встречавшихся в файтингах». В 2008 году читатели GameSpot поставили Акуму на 9 место из 10 лучших злодеев видеоигр. Сам сайт посчитал Акуму «самым жёстким бойцом» в серии Street Fighter. В 2012 году Complex назвал Акуму из Super Street Fighter II Turbo победителем в «самой крутой битве боссов», где ему противопоставили Шао Кана из Mortal Kombat II: «Акума ворвался в нашу жизнь и на экраны… и затем уничтожил тебя за считанные секунды». Акума занял 43-е место в списке IGN «100 лучших злодеев видеоигр» за его «всегда пугающее» появление. В WhatCulture назвали Акуму лучшим «открываемым игровым персонажем» в 2014 году, полагая, что поединок с ним «может оказаться чрезвычайно сложной задачей (и разочарованием), и просто наличие разблокированного персонажа часто является показателем мастерства». WatchMojo назвал Акуму седьмым лучшим злодеем Capcom в 2015 году: «Когда ваше имя переводится как „дьявол“ на японском языке, вы скорее всего не будете самым красивым парнем в мире». В Digital Spy назвали его шестым лучшим персонажем в Street Fighter, заявив, что он был «по-настоящему интересен для поединков в Super Street Fighter II Turbo, а его холодная, бесчувственная личность была совершенно ужасающей». В 2016 году Paste поставил Акуму на 23 место в списке 97 играбельных персонажей Street Fighter, описывая его как «прекрасного антигероя для замены Рю и Кена».
В Complex поставили приём Акумы «Raging Demon» на 3 место среди «25 самых революционных убийственных приёмов в видеоиграх»: «Акума метает пламенем, захватывает своего противника, а экран становится чёрным, и всё, что вы слышите, — это шквал ударов». В Prima Games поставили его приём на 7 место в списке «величайших приёмов в файтингах в истории видеоигр» из 50 приёмов в 2014 году, а в Arcade Sushi посчитали приём «одним из самых известных супер-приёмов в истории видеоигр, который породил несколько пародийных приёмов в многократных файтингах на протяжении многих лет». В Den of Geek и Arcade Sushi в 2016 году назвали Акуму в X-Men: Children of the Atom главным гостевым персонажем. В VentureBeat назвали Акуму одним из «лучших клонов в файтингах» в 2014 году. В GamesRadar отметили локацию Акумы в Street Fighter III: 3rd Strike среди «27 самых удивительных локаций в файтингах»: «Мрачно эфирная, чёрная лесистая местность с сублимально репрессивным эффектом „рыбий глаз“? Ты определённо точно умрёшь».
Акуму часто критиковали за его восприятие как чрезмерно мощного персонажа в серии Street Fighter. В Screen Rant в 2016 году назвали его вторым «самым неоправданно чрезмерно мощным персонажем в файтингах» после Мета Рыцаря из Super Smash Bros. за мощь его наступательных атак, из-за которых Акума был запрещён на турнирах Super Street Fighter II Turbo. В GamePro посчитали Акуму одним из «самых спорных персонажей в истории видеоигр» за его «смехотворно мощные» приёмы, которые были «проклятием новичков и ветеранов». В 2013 году в WhatCulture назвали Акуму вторым худшим боссом в «великих» файтингах. В 2014 году в GamesRadar поставили Акуму на 11-е место в списке «12 несправедливых боссов в файтингах, которые нас (почти) бесят. Даже если вам когда-либо удаётся окончательно победить Акуму, эта победа кажется незаслуженной. Это больше похоже на то, что компьютер вас пожалел».
Форма Акумы — Они — получила смешанные отзывы. В WhatCulture в 2015 году заявили: «Они не мог больше быть персонажем Marmite, правда. Для каждого поклонника усовершенствованной формы Акумы существует другая форма, которая презирает само его существование». В WatchMojo назвали Они девятым «Самым мощным игровым персонажем» в 2016 году: «Обладая более сильной версией из всех боевых систем Акумы, а также меньшей человечностью, если это возможно, это самый близкий Street Fighter персонаж, который фактически достигает божественного уровня». Оба персонажа поделили первое место в рейтинге Screen Rant «12 самых сильных персонажей Street Fighter» в том же году. В Paste назвали Они одним из худших персонажей серии. В GameSpot назвали Они «одним из наименее интересных дополнений» в Super Street Fighter IV, поскольку он использовал приёмы, похожие на приёмы других персонажей.